# Nieva en Benidorm
Pour les articles homonymes, voir Nieva (homonymie).
Pour plus de détails, voir Fiche technique et Distribution.
Nieva en Benidorm est un film espagnol réalisé par Isabel Coixet, sorti en 2020.

## Synopsis
Peter a travaillé toute sa vie dans une banque à Manchester. À la retraite, il décide de rendre visite à son frère à Benidorm.

## Fiche technique
- Titre français : Nieva en Benidorm
- Réalisation et scénario : Isabel Coixet
- Direction artistique : Uxua Castelló
- Costumes : Suevia Sampelayo Vázquez
- Photographie : Jean-Claude Larrieu
- Montage : Jordi Azategui
- Musique : Alfonso de Vilallonga
- Pays d'origine : Espagne
- Format : Couleurs - 35 mm - 1,85:1 - Dolby Digital
- Genre : action, aventure
- Durée : 117 minutes
- Date de sortie :
  - Espagne : 11 décembre 2020

## Distribution
- Timothy Spall : Peter Riordan
- Sarita Choudhury : Alex
- Carmen Machi : Marta
- Pedro Casablanc : Esteban Campos
- Ana Torrent : Lucía
- Édgar Vittorino : León
- Leonardo Ortizgris : Walder
- Ben Temple : directeur de la banque

## Nominations
- 35e cérémonie des Goyas : meilleur réalisateur, meilleure direction de production